# Alyssa Naeher
Alyssa Michele Naeher (Bridgeport, 20 aprile 1988) è una calciatrice statunitense, portiere del Chicago Stars.

## Carriera

### Calcio universitario
Dal 2006 affianca il percorso di studi presso la Pennsylvania State University all'attività agonistica, giocando nella squadra di calcio universitario delle Penn State Nittany Lions come portiere titolare dal 2006 al 2009 nel campionato organizzato dalla National Collegiate Athletic Association (NCAA).

### Club
Il 4 settembre 2024 viene inserita nella lista delle trenta candidate al Pallone d'oro femminile.

### Nazionale
Alyssa Naeher viene convocata per la prima volta dalla nazionale maggiore nel 2014, per soli incontri amichevoli, salvo poi essere confermata nella lista delle convocate statunitensi in occasione del Mondiale 2015. Qui non disputa nemmeno un minuto della competizione, svolgendo il compito di sostituta dell'inamovibile Hope Solo.
Nel 2016, in sede di Olimpiadi, e nel 2018 in sede del campionato CONCACAF, diviene portiere titolare.
Nel 2019 contribuisce alla vittoria del Campionato mondiale di calcio, realizzando tre clean sheet su tre nella fase a gironi; inoltre neutralizza in semifinale un rigore calciato da Steph Houghton, all'83', sul punteggio di 2-1 per le americane. In finale è nuovamente protagonista di un clean sheet, questa volta contro i Paesi Bassi.
Ai Giochi olimpici del 2021 parte titolare, parando un calcio di rigore e due tiri di rigore dei quarti di finale contro gli stessi Paesi Bassi, salvo rimediare un infortunio in semifinale contro la selezione nipponica. Le statunitensi otterranno poi il bronzo.
Ai Mondiali del 2023 approda agli ottavi di finale contro la Svezia, prolungando l'incontro fino ai tiri di rigore grazie all'ennesimo clean sheet. Dal dischetto la selezione a stelle e strisce perde 5-4 dopo sette tiri a testa, ma la particolarità consiste nella rete realizzata da Naeher stessa, che così diventa il primo portiere in assoluto (tra maschile e femminile) a segnare durante i tiri di rigore di un campionato mondiale.
Vince infine l'Olimpiade del 2024 a Parigi e il 25 novembre 2024 annuncia il ritiro dalla nazionale, disputendo le sue due ultime amichevoli contro l'Inghilterra (0-0) e i Paesi Bassi (vinta 1-2), rispettivamente il 30 novembre e il 3 dicembre.

## Palmarès

### Nazionale
- Campionato mondiale: 2

Canada 2015, Francia 2019
- Oro olimpico: 1

Parigi 2024
- Bronzo olimpico: 1

Tokyo 2020
- CONCACAF Women's Championship: 2

Stati Uniti 2018, Messico 2022
- CONCACAF Women's Olympic Qualifying Tournament: 1

Stati Uniti 2016
- SheBelieves Cup: 7

2016, 2018, 2020, 2021, 2022, 2023, 2024
- Campionato mondiale femminile Under 20 di calcio: 1

Cile 2008

### Individuale
- NWSL Goalkeeper of the Year: 1

2014
- NWSL Best XI: 1

2014
- NWSL Second XI: 1

2016
- The Best FIFA Women's Goalkeeper: 1

2024
- U.S. Soccer Athlete of the Year: 1

Premio femminile: 2024